# 3123-as mellékút (Magyarország)
A 3123-as mellékút egy csaknem 9 kilométer hosszú, négy számjegyű mellékút Pest vármegyében; Kávától húzódik a 4-es főút pilisi szakaszáig.

## Nyomvonala
Káva központjában ágazik ki a 3112-es útból, annak a 15+500-as kilométerszelvénye táján, dél-délnyugat felé. A község házai között több irányváltása is van, de települési neve végig Pilisi utca, amíg – nagyjából 600 méter után – el nem hagyja a belterület szélét. 1,8 kilométer után eléri Káva és Bénye határát; utóbbi településen lakott helyeket nem érint, de majdnem két kilométeren át kíséri a határvonalát. Közben, mintegy 2,7 kilométer megtételét követően elhalad a két előbbi település és Pilis hármashatára mellett, de csak körülbelül 3,8 kilométer után lép teljesen pilisi területre.
Kevéssel a hatodik kilométere előtt nyugatabbnak fordul, áthalad az M4-es autóút felett – illetve a felüljáró előtt és után egy-egy körforgalmon is, melyek a fel- és lehajtó forgalmat szolgálják ki –, a második körforgalomban pedig egy önkormányzati út is kiágazik belőle délkelet felé, mely Pilis központjába vezet. Onnan az út egy darabig nyugat felé húzódik, majd újra délebbi irányt vesz, elhalad a belterület nyugati pereme közelében, végül egy újabb körforgalmú csomópontban csatlakozik a 4-es főúthoz, annak a 44+650-es kilométerszelvénye közelében.
Teljes hossza, az országos közutak térképes nyilvántartását szolgáló kira.kozut.hu adatbázisa szerint 8,847 kilométer.

## Története
Jelenkori nyomvonala az M4-es autóút forgalomba helyezésével alakult ki, korábban szinte egyenes vonal mentén húzódott Káva utolsó házaitól Pilis belterületének északi széléig. A régi nyomvonal ma is nagyrészt végigjárható, de funkcióiból veszített valamennyit.
Úgy tűnik, hogy egy időben viselte a 4606-os útszámozást is, de 2022-es állapot szerint a 4606-os út csak Pilis központjától húzódik Dabasig.

## Települések az út mentén
- Káva
- (Bénye)
- Pilis